# Ngeream
Ngeream (auch: Garayamu, Garayamu-To, Gogeal Ngaream) ist eine Insel im Inselstaat Palau im Pazifischen Ozean.

## Geographie
Die Insel im Gebiet von Airai bildet zusammen mit den Inseln Garreru, Ngedert und Omelochel die nordöstliche Begrenzung im Südabschnitt des Kanals Toachel Mid zwischen Babeldaob und Koror. Nur schmale Kanäle trennen die Inseln jeweils voneinander. Ngeream ist die nördlichste Insel in der Reihe, direkt vor der Südküste von Babeldaob. Die Küstenlinie ist durch Mangrovenbestand und die zerklüftete Struktur der ehemaligen Riffkrone geprägt. Nach Süden schließt sich das größere Garreru an. Die Insel ist dicht bewaldet und unbewohnt. Der gleichnamige Hügel Ngeream steigt auf ca. 105 m an.